# Jan Ignacy Dąmbski
Jan Ignacy Dąmbski herbu Godziemba (ur. 1740, zm. 1826) – konfederat barski, pisarz skarbowy koronny (1783), pułkownik kawalerii narodowej (1789), rewizor skarbu koronnego (1786–1792).

## Rodzina
Syn chorążego bydgoskiego Adama i Justyny Janickiej, wnuk Zygmunta (zm. 1706), wojewody brzeskokujawskiego. Poślubił Antoninę Katarzynę Przysiecką herbu Nowina. Z małżeństwa urodziło się 8 dzieci:
- Kajetan Dąmbski (1769-1836), sędzia pokoju powiatu gostyńskiego, towarzysz kawalerii narodowej, sędzia augustowski, dziedzic Leśniewic, Lisicy, Falencina i Mielencina, osiedlił się w Giżycach;
- Józef Dąmbski (1773-1842), ożenił się z Teresą Krajewską, która urodziła 3 synów: Nikodema, Pawła i Emanuela Józefa i córkę Rozalię;
- Nikodem Dąmbski (1777-1806), oficer wojsk polskich i napoleońskich, poległ w walce z Prusakami pod Łowiczem 1806;
- Wincenty Dąmbski (1783-1852), oficer wojsk polskich, odznaczony Krzyżem Virtuti Militari oraz Krzyżem Legii Honorowej (od cesarza Napoleona I Bonaparte);
- Jan Dąmbski (1788-1827), oficer wojsk polskich, odznaczony krzyżem Legii Honorowej;
- Maria Dąmbska, późniejsza żona Wojciecha Szczepkowskiego, kapitana wojsk polskich i napoleońskich, dziedziczka Szczepkowa i Zalesia (płockie);
- Katarzyna Dąmbska, poślubiła Ksawerego Mikołaja Żółtowskiego, dziedzica Lutmia, Ryżyna i Koszlina;
- Konstancja Dąmbska, poślubiła hrabiego Teodora van der Osten-Sacken (1762-1850), podporucznika wojsk koronnych, osiadłego w Polsce.

## Kariera
Dzieciństwo spędził w Lubrańcu, następnie został zapisany do szkoły założonej przez biskupa Stanisława Kazimierza Dąmbskiego, prowadzonej przez zakon jezuitów w Poznaniu. Służył w wojsku polskim, będąc oficerem, najpierw kapitanem, później podpułkownikiem w regimencie Joachima Karola Potockiego, podczaszego wielkiego litewskiego (1763). Podpisał elekcję Stanisława Augusta Poniatowskiego (1764). W czasie konfederacji barskiej stał na czele konfederatów ziemi gostyńskiej. Dosłużył się stopnia pułkownika kawalerii narodowej. Będąc pułkownikiem gostyńskim walczył u boku Franciszka Mikorskiego pod Łowiczem (kwiecień 1769), Toruniem (lipiec 1769). Połączył się z następnie z Malczewskim, idącym na Warszawę. Poniósł wraz z nim klęskę pod Błoniem 12 lutego 1770. Uczestniczył w bitwie pod Kutnem 30 października 1770. Według relacji piśmiennych walcząc pod Lubieniem (koło Gostynina) „pokonał nieprzyjaciela na głowę, resztę wpędził w jezioro”. Walczył także z Antonim Morawskim koło Radziejowa w czerwcu 1771 roku, zebrawszy 100 konfederatów z ziemi gostyńskiej. Został ciężko ranny w twarz i dłoń, wzięty do niewoli. Uzyskał wolność dzięki wsparciu rodziny. W 1790 roku został szambelanem królewskim. Zmarł 23 września 1826 roku w Leśniewicach po upadku z konia.

## Dobra majątkowe
Właściciel Leśniewic Wielkich i Małych, Ostrowa i Ruszkowa.